# 辻源太郎
辻 源太郎（つじ げんたろう、1921年6月18日 - 2019年9月23日）は、日本の実業家。勲等は勲二等。
トヨタ自動車工業株式会社専務、トヨタ自動車株式会社副社長、トヨタ自動車株式会社副会長、国際デジタル通信株式会社会長、株式会社豊田自動織機製作所会長などを歴任した。

## 来歴

### 生い立ち
滋賀県彦根市出身。1946年に神戸経済大学（現神戸大学）卒業。

### 実業家として
大学卒業後、トヨタ自動車工業に入社し、大学の先輩にあたる花井正八に師事。1972年楠兼敬とともに取締役に昇格。1978年常務取締役。1980年専務取締役。1982年副社長。1985年藍綬褒章受章。1986年から副会長として円高緊急対策委員長を務め、円高への対応などにあたった。1987年から1999年まで国際デジタル通信会長。1988年にトヨタ自動車副会長を退任し、同年から1993年まで豊田自動織機製作所会長。1988年から1990年まで豊田法人会会長。1992年勲二等瑞宝章受章。2019年老衰のため死去。

## 家族・親族
トヨタエルアンドエフ東京代表取締役社長を務めた辻博文は長男。

## 略歴
- 1921年 - 誕生。
- 1946年 - 神戸経済大学卒業。
- 1978年 - トヨタ自動車工業常務。
- 1980年 - トヨタ自動車工業専務。
- 1982年 - トヨタ自動車副社長[4]。
- 1986年 - トヨタ自動車副会長[3]。
- 1987年 - 国際デジタル通信会長[3]。
- 1988年 - 豊田自動織機製作所会長[3]。
- 1988年 - 豊田法人会会長。
- 2019年 - 死去。

## 栄典
- 1985年 - 藍綬褒章[5]。
- 1992年 - 勲二等瑞宝章[5]。